# 仙女座υc
仙女座υc，或稱為天大將軍六c（Upsilon Andromedae c）是一個環繞仙女座類太陽恆星天大將軍六A的太陽系外行星。公轉週期為241.2日。該行星由傑佛瑞·馬西和保羅·巴特勒發現於1999年4月，該發現使恆星天大將軍六成為太陽和脈衝星 PSR 1257+12 以外第一個發現多行星的行星系統。仙女座υc是該行星系統中第二個被發現的行星，也是目前距離母恆星第二近的。

## 發現
就像大多數已知的系外行星，仙女座υc的發現是經由偵測行星重力造成恆星徑向速度的變化而發現。該行星的發現是對恆星天大將軍六A的光譜進行精密的都卜勒效應量測。在發現前天大將軍六A已經發現一顆屬於熱木星的系外行星仙女座υb，但在1999年很明顯地，較內側的行星無法完全解釋恆星速度變化曲線的狀態。
1999年時，旧金山州立大学和哈佛-史密松天体物理中心的天文學家各自獨立發表了三個行星存在的模型最符合徑向速度變化的狀態。而兩顆新行星就是仙女座υc和仙女座υd。

## 軌道與質量
就像許多長週期系外行星一樣，仙女座υc的公轉軌道是橢圓形軌道，其離心率比太陽系各大行星和冥王星的軌道高。該行星的位置在太陽系中相當於在地球和金星之間。
仙女座υc的軌道高離心率可能是來自於仙女座υd的攝動。電腦模擬顯示仙女座υc的軌道每隔大約6700年就會恢復到原本圓形軌道的狀態。
有科學家認為仙女座υd可能和一個較外側現已不存在的行星交互作用，使仙女座υd進入較靠近母恆星，且逐漸使較內側的仙女座υc變成橢圓軌道。如果是這樣的話，那造成擾動的行星應會立即被彈出系統，目前仍不清楚這種狀況發生的可能性，因此仍須考慮其他模型的可能性。
一個以徑向速度法偵測仙女座υc的限制是不知道它的軌道傾角，並且目前只能得知它的質量下限。但是藉著結合地面望遠鏡的徑向速度量測和哈伯太空望遠鏡的天體測量資料，天文學家以確定其軌道傾角和真實質量是木星的13.98倍。仙女座υc和仙女座υd之間軌道相互夾角是29.9°。不過，仙女座υc的質量稍為超過了行星和棕矮星的分界線，13倍木星質量。

## 特徵
因為仙女座υc的質量相當大，因此被認為是沒有固體表面的氣體巨行星或棕矮星。因為目前只能以間接觀測方式得知其性質，因此目前仍無法準確得知其半徑、組成、溫度等性質。